# Kenguichardia
Kenguichardia là một chi bướm đêm thuộc họ Noctuidae.